# Sermão da Sexagésima
O Sermão da Sexagésima é uma obra religiosa e literária de autoria do Padre Antônio Vieira. Pregado na Capela Real (Lisboa), provavelmente em 31 de Janeiro de 1655, mas datado de março[carece de fontes?] daquele ano, o Sermão da Sexagésima abre a série de quinze volumes que enfeixam as peças oratórias do Padre Antônio Vieira, e serve-lhes de prólogo, ao mesmo tempo que julga, uma teoria da arte de pregar, inspirada em moldes conceptistas. Ele versa sobre a arte de pregar em suas dez partes. Nele, Vieira usa de uma metáfora: pregar é semear.
O tema, ou seja, o conceito predicável, do sermão é extraído, como regra, da passagem bíblica definida pelo calendário litúrgico: Semen est verbum Dei (S. Lucas, VIII, 2) ou seja, A semente é a palavra de Deus. O pregador transforma em pergunta o tema da peça: "Se a palavra de Deus é tão eficaz e tão poderosa, como vemos tão pouco fruto da palavra de Deus?".
O estilo de Padre Antônio Vieira é um aspecto que o transformou em mestre indiscutível. Clareza, simplicidade, rigor sintático e dialético, rigor da lógica do pensamento, constituem algumas de suas características marcantes.
Traçando paralelos entre a parábola bíblica sobre o semeador que semeou nas pedras, nos espinhos (onde o trigo frutificou e morreu), na estrada (onde não frutificou) e na terra fértil (onde deu copiosos frutos), Vieira critica o estilo de outros pregadores contemporâneos seus, que pregavam mal, sobre vários assuntos ao mesmo tempo (o que resultava em pregar em nenhum), ineficazmente e agradavam aos homens ao invés de pregar servindo a Deus. 